# Germania (kniha)
Germania je spis římského historika Publia Cornelia Tacita vydaný kolem roku 98 a původně nazvaný O původu a situaci Germánů (latinsky De origine et situ Germanorum). Jde o dílo historické a etnografické, pojednává o germánských národech mimo Římskou říši.

## Obsah
Germania začíná popisem zemí, zákonů a zvyků germánského lidu (kapitoly 1–27). Pak popisuje jednotlivé národy, počínaje těmi, které sídlí nejblíže římským územím, a konče těmi, které žijí březích Baltu, odkud se do Říma vozil jantar.
Tacitus říká (kapitola 2), že fyzicky se germánské národy zdají být odlišným národem od Římanů, protože žádný Říman by se nikdy neusadil v tak hrozném klimatu, jaký má Germánie. Jsou podle něj rozděleni do tří velkých větví: Ingaevoni, Herminoni a Istaevoni. Tyto tři linie prý odvozují svůj původ od tří synů Mannuse, syna Tuista, jejich společného předka.
V kapitole 4 Tacitus zmiňuje, že všichni mají společné fyzické vlastnosti, modré oči (truces et caerulei oculi), zrzavé vlasy (rutilae comae) a velká těla. Ta jsou prý plná energie, ale netolerují vyčerpávající porod. Snášejí hlad a chlad, ale nikoli horko a žízeň.
V kapitole 7 popisuje Tacitus vládu a vedení Germánů. To je prý založené na zásluhách a rovnostářství, vede se spíše příkladem než autoritou a tresty jsou vykonávány kněžími. V 11. kapitole popisuje formu lidového shromáždění, která je dosti podobná thingu známému z pozdějších germánských pramenů. Ve shromáždění prý rozhodují všichni muži kmene.
Tacitus dále pojednává o úloze žen v kapitolách 7 a 8. V kapitole 8 autor uvádí, že názory žen jsou u Germánů respektovány. Zmiňuje, že ženy často doprovázejí muže v boji a nabízejí povzbuzení. Říká, že muži jsou často motivováni bojovat kvůli extrémnímu strachu, že ženy, které jsou s ním na výpravě, budou zajaty. Tacitus říká (kapitola 18), že germánské národy se spokojí s jednou manželkou, s výjimkou některých politických polygamních sňatků. Zaznamenává také (kapitola 19), že cizoložství je velmi vzácné a že cizoložné ženě se poté komunita vyhýbá bez ohledu na její krásu. V kapitole 45 Tacitus zmiňuje národy údajně žijící na sever od germánských národů. Nazývá je Sitones. Těm podle Tacita vládne žena, což autor považuje za znak úpadku.

## Zdroje
Tacitus sám nikdy po Germánii necestoval. Všechny jeho informace jsou přinejlepším z druhé ruky.
Ronald Syme předpokládal, že Tacitus okopíroval ztracenou Bellu Germaniae Plinia Staršího, protože Germania je na některých místech zastaralá a kupodivu nezaznamenává a nezohledňuje například Domitianovu válku proti Dákům z roku 89. Literární vědci identifikovali i jiné Tacitovy zdroje: Caesarovy Zápisky o válce galské, Strabóna, Diodóra Siculského, Poseidónia či Aufidia Bassa. Předpokládají se též četné neliterární zdroje, pravděpodobně rozhovory s obchodníky a vojáky, kteří se odvážili za hranice Rýna a Dunaje, či s germánskými žoldáky v Římě.
Tacitus napsal podobné — i když kratší — pojednání také o zemích a národech Britannie, je součástí jeho spisu Agricola.

## Recepce
Kniha měla velký vliv v antické literatuře. Ve středověku byl spis pozapomenut. Na Západě ho citoval Cassiodorus v šestém století a rozsáhleji používal Rudolf z Fuldy v devátém. Na východě jej citoval anonymní autor Franské tabulky národů na počátku šestého století a možná i císař Maurikios ve svém Strategikonu ve stejném století. V devátém století byla Franská tabulka národů začleněna do Historia Brittonum, což zajistilo široké rozšíření alespoň některých informací Germanie. Také Guibert z Nogentu, píšící svou autobiografii kolem roku 1115, cituje Germanii.
Germania přežila v jediném rukopisu, který byl nalezen v opatství Hersfeld (Codex Hersfeldensis) v roce 1425. Byla převezena do Itálie, kde ji prozkoumal Enea Silvio Piccolomini, pozdější papež Pius II. To zažehlo zájem mezi německými humanisty, včetně Conrada Celtise, Johanna Aventina a Ulricha von Huttena.
Jedním z důsledků oživeného zájmu byla renesance slova "Germáni", které se během středověku prakticky nepoužívalo. Spis sehrál také roli předchůdce a inspirátora konceptu vznešeného divocha, který se etabloval v západoevropské literatuře v 17. a 18. století.
Velký zájem kniha pak budila v období romantismu. Kvůli jejímu vlivu na ideologii pangermanismu a nordicismu ji italský historik Arnaldo Momigliano v roce 1956 zařadil „mezi nejnebezpečnější knihy, které kdy byly napsány“. Christopher Krebs, profesor na Stanfordově univerzitě, ve studii z roku 2012 tvrdí, že Germania hrála hlavní roli při formování základních konceptů nacistické ideologie. To v sobě nese i jistý paradox, neboť mnoho badatelů již upozornilo, že Tacitův popis Germánů je spíše povýšenecký než pochvalný.

## České země
Tacitus ve svém díle popisuje i kmeny nacházející se na území českých zemí, viz kapitola XLI:
 Blíže k nám leží stát Hermundurů (budu sledovat tok Dunaje, stejně jako jsem to činil předtím u Rýna), lidu věrného Římu. Proto oni, jediní z Germánů, neobchodují jen na březích řeky, ale i daleko ve vnitrozemí a v nejvzkvétající kolonii provincie Raetia. Všude jim je dovoleno procházet bez stráže; a zatímco ostatním kmenům ukazujeme jen své zbraně a tábory, jim jsme otevřeli své domy a venkovské sídla, po kterých netouží. V jejich zemích pramení Labe, slavná řeka, kterou jsme znali v minulosti; nyní o ní jen slyšíme. 
a kapitola XLII:
 Naristi sousedí s Hermundury a poté následují Markomani a Kvádové. Markomani jsou na prvním místě v síle a slávě a jejich území, z něhož byli Bójové v minulosti vyhnáni, bylo dobyto statečností. Ani Naristi ani Kvádové jim nepodléhají. Tuto hranici mohu nazvat hranicí Germánie, pokud je doplněna Dunajem. Markomanům a Kvádům až do dnešní doby vládli králové jejich vlastního národa, potomci urozeného rodu Marobuda a Tudra. Nyní se podřizují i cizincům; ale síla a moc panovníka závisela na římském vlivu. Občas je podporován našimi zbraněmi, častěji našimi penězi, a jeho autorita je nicméně menší. 